# Тріади рудні
Тріади рудні – трикомпонентні руди: Al-Fe-Mn у гумідній зоні і Cu-Pb-Zn в аридній. 
Рудоутворення всередині кожної з цих тріад має багато спільного поряд з наявністю також індивідуальних рис в окремих членів тріад. 
Крім того, аридна тріада в цілому є свого роду генетичним аналогом гумідної тріади, що є прикладом кліматично обумовленого рудного процесу.